# Milà-Sanremo 1968
La Milà-Sanremo 1968 fou la 58a edició de la Milà-Sanremo. La cursa es disputà el 19 de març de 1968 i va ser guanyada per l'alemany Rudi Altig, que s'imposà a l'esprint als seus companys d'escapada. Aquesta fou la primera victòria d'un ciclista alemany a la Milà-Sanremo.
187 ciclistes hi van prendre part, acabant la cursa 116 d'ells.

## Classificació final
|    | Ciclista         | Equip                      | Temps      |
| -- | ---------------- | -------------------------- | ---------- |
| 1  | Rudi Altig       | Salvarani                  | 6h 51' 58" |
| 2  | Charly Grosskost | Bic                        | m. t.      |
| 3  | Adriano Durante  | Max Meyer                  | m. t.      |
| 4  | Edouard Sels     | Bic                        | m. t.      |
| 5  | Raymond Poulidor | Mercier-Hutchinson-BP      | m. t.      |
| 6  | Rolf Maurer      | Zimba Automatic-Mondia     | m. t.      |
| 7  | Roberto Ballini  | Max Meyer                  | m. t.      |
| 8  | Edy Schutz       | Molteni                    | + 11"      |
| 9  | Walter Godefroot | Flandria-De Clerck-Krueger | m. t.      |
| 10 | Rik van Looy     | Willem II-Gazelle          | + 15"      |